# Стефанович Ілля Олександрович
Ілля Олександрович Стефанович (нар. 23 червня 1996, Дніпропетровськ, Україна) — російський футболіст українського походження, нападник московського «Велеса».

## Життєпис
Народився в Дніпропетровську, вихованець ДЮСШ-5 (Новоукральськ). Дорослу футбольну команду розпочав 2014 року в аматорській команді московського «Локомотива». Наступного року перейшов у «Знамя Труда». Дебютував за команду з Орєхово-Зуєво 30 квітня 2015 року в програному (1:2) домашньому поєдинку 24-го туру Другого дивізіону зони «Захід» проти московського «Строгіно». ілля вийшов на поле на 58-й хвилині, замінивши Олександра Белевського. У квітні травні 2015 року зіграв 4 матчі в Другому дивізіоні. Напередодні старту сезону 2015/16 років перейшов у «Кубань», але грав за дублюючий склад (28 матчів, 7 голів). Єдиний матч за першу команду зіграв 23 вересня 2015 року в програному (1:2) поєдинку 1/16 фіналу кубку Росії проти ярославльського «Шинника». Стефанович вийшов на поле в стартовому складі, а на 67-й хвилині його замінив Юрій Завезьон. 
Потім виступав у клубах Другого дивізіону «Афіпс» (Афіпський), «Чорноморець» (Новоросійськ) та КАМАЗ. Напередодні старту сезону 2020/21 років підсилив «Велес» (Москва) з Першості ФНЛ.